# Kelliher, Minnesota
Kelliher, Minnesota (енгл. Kelliher) град је у америчкој савезној држави Минесота.

## Демографија
По попису из 2010. године број становника је 262, што је 32 (-10,9%) становника мање него 2000. године.
| Група             | 2000.       | 2010.       |
| Белци             | 272 (92,5%) | 242 (92,4%) |
| Афроамериканци    | 0 (0,0%)    | 0 (0,0%)    |
| Азијати           | 0 (0,0%)    | 1 (0,4%)    |
| Хиспаноамериканци | 0 (0,0%)    | 5 (1,9%)    |
| Укупно            | 294         | 262         |